# Bruck am Ziller
Bruck am Ziller – gmina w Austrii, w kraju związkowym Tyrol, w powiecie Schwaz. Według Austriackiego Urzędu Statystycznego  liczyła 1048 mieszkańców (1 stycznia 2015).